# Giáo phận Copenhagen (Giáo hội Đan Mạch)

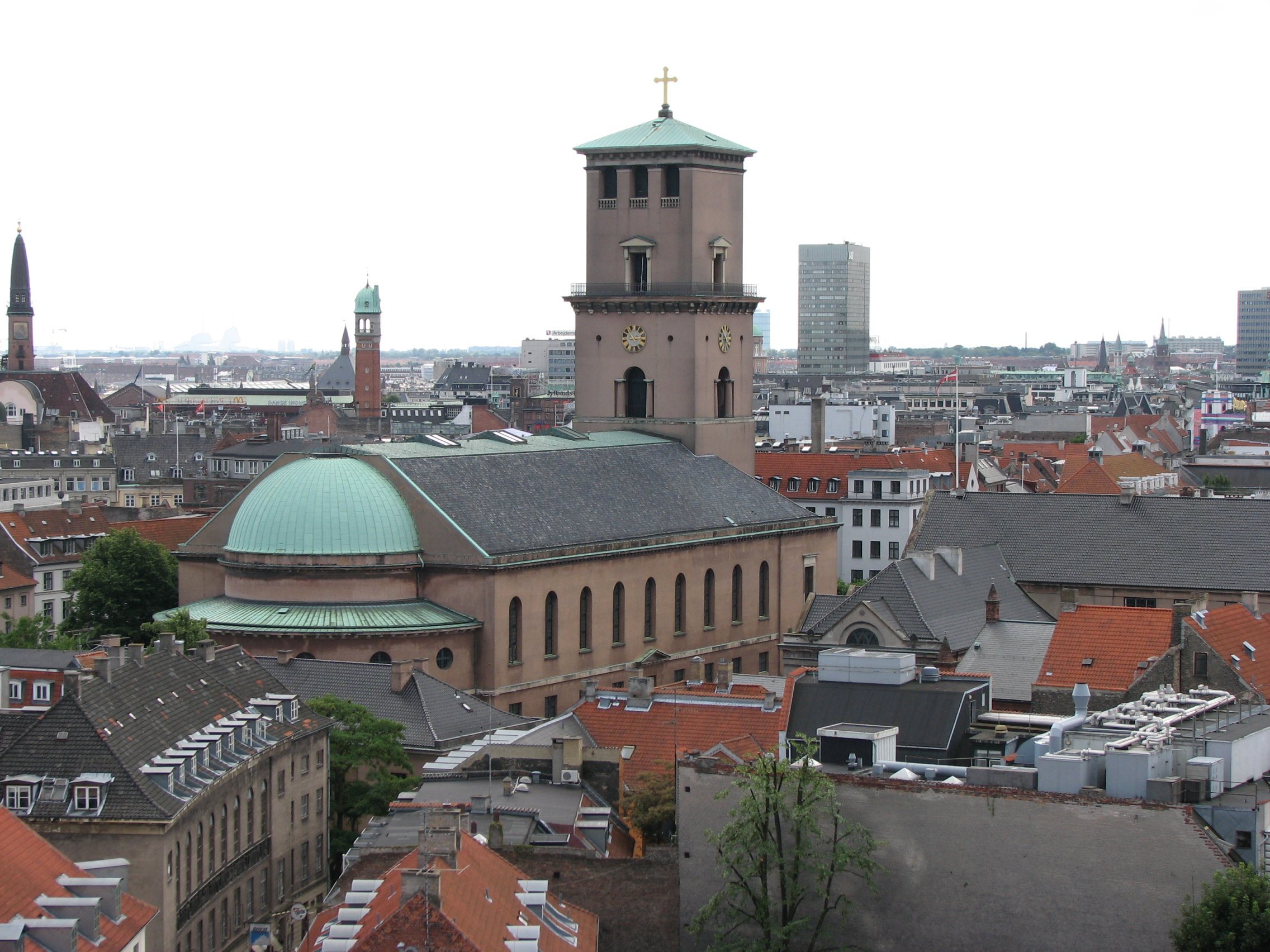
Nhà thờ chính tòa giáo phận Copenhagen

Giáo phận Copenhagen là một giáo phận thuộc Nhà thờ Giáo hội Luther Quốc gia Đan Mạch. Giám mục Copenhagen hiện tại là Peter Skov-Jakobsen, thay thế cho Erik Normann Svendsen, người đã nghỉ hưu năm 2009. Nhà thờ chính tòa của giáo phận này là nhà thờ Vor Frue Kirke, thành phố Copenhagen.